# Catherine Grey

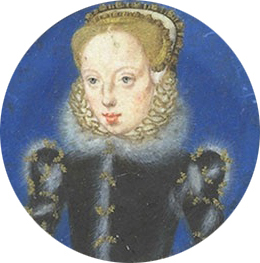
Catherine Grey (Miniatur von Levina Teerlinc)

Lady Catherine Grey, auch Katherine Grey, Katharine Gray (* August 1540; † 26. Januar 1568) war die zweite Tochter von Henry Grey, 1. Duke of Suffolk und Lady Frances Brandon, die jüngere Schwester der „Neun-Tage-Königin“ Jane Grey und ältere Schwester von Mary Grey. Neben der gebildeten Jane und der kleinwüchsigen Mary galt Catherine als Schönheit unter den Grey-Schwestern. Über ihre Mutter war sie eine Enkelin Mary Tudors, der jüngeren Schwester Heinrich VIII. und hatte somit einen Platz in der Thronfolge. Unter Königin Elisabeth I. fiel sie aufgrund ihrer heimlichen Heirat mit Edward Seymour, 1. Earl of Hertford in Ungnade und wurde auf Befehl der Königin bis an ihr Lebensende unter Arrest gestellt und von ihrem Ehemann getrennt.

## Leben

### Kindheit und Jugend
Catherine wurde im August 1540 als zweite überlebende Tochter von Henry Grey und Frances Brandon geboren. Von Kindesbeinen an erhielt sie Unterricht in Latein und Griechisch sowie in Französisch und Italienisch. Während ihre Schwester Jane für ihre Bildung berühmt wurde und Mary durch ihren kleinen Wuchs hervorstach, war Catherine bekannt für ihre Schönheit. Historiker vergleichen ihre Porträts mit denen ihrer Großmutter Mary Tudor, von der Erasmus von Rotterdam bewundernd sagte, dass „die Natur niemals etwas Schöneres geformt“ habe. Ihr Großonkel, König Heinrich VIII., verfügte in seinem Testament, dass nach seinen drei eigenen Kindern Eduard VI., Maria I. und Elisabeth I. Frances Brandons Nachkommen den Thron erben sollten. Die Nachkommen seiner älteren Schwester Margaret Tudor, die schottischen Stuarts und Lady Margaret Douglas hingegen wurden übergangen.

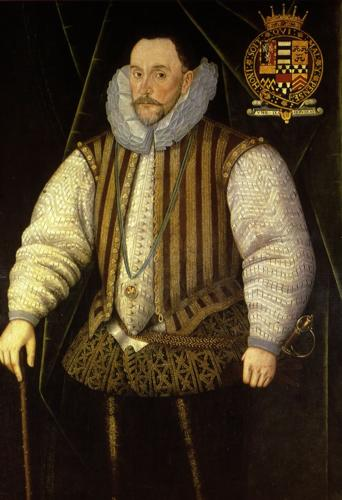
Henry Herbert, erster Ehemann Catherine Greys

Mit zwölf Jahren wurde Catherine am 21. Mai 1553 mit dem 15-jährigen Henry Herbert, 2. Earl of Pembroke verheiratet, einem Neffen der verstorbenen Königin Catherine Parr. Am selben Tag heiratete ihre Schwester Jane Guildford Dudley, Sohn des Lordprotektors John Dudley, 1. Duke of Northumberland. Ziel der Eheschließungen war ein Bündnis des protestantischen Adels gegen eine katholische Gegenreformation. Der junge König Eduard lag im Sterben und seine Erbin war nach Heinrichs Testament die katholische Prinzessin Maria. Auf dem Sterbebett änderte Eduard jedoch die Thronfolge und benannte statt seinen Schwestern Maria und Elisabeth die Greyschwestern als seine Erben.
Zum Zeitpunkt der Heirat war Henry Herbert krank und als Catherine im Anschluss mit ihm nach Baynard’s Castle zog, kümmerte sie sich um ihn. während ihre Schwester Jane als neue Königin proklamiert wurde. Die Ehe zwischen ihnen wurde wegen Catherines Jugend nicht vollzogen. Als Henry Herberts Vater Pembroke erkannte, dass sich Marias Sieg abzeichnete, war es ihm somit ein Leichtes, die Ehe zu annullieren und Catherine nach Hause zu schicken. Henry Herbert und Catherine, die sich in den letzten Wochen recht nahegekommen waren, behaupteten vergeblich, ihre Ehe vollzogen zu haben, um zusammen bleiben zu können. Es ist unbekannt, ob Catherine ihre Schwester Jane in den kommenden Monaten im Tower besuchte. Da Jane in ihrem letzten Brief an Catherine versucht, ihre Schwester über das verlorene Erbe ihres Vaters zu trösten, hält der Historiker Eric Ives einen Kontakt der beiden in Janes letzten Monaten für möglich.
Nach der Hinrichtung Janes und ihres Vaters gelang es Frances Brandon schrittweise die Gunst der neuen Königin Maria zurückzuerlangen. Sechs Monate später wurde sie mit ihren Töchtern zurück an den Hof berufen, wo Catherine einen Platz als Maid of Honour erhielt, eine Bezeichnung für unverheiratete Hofdamen. Hier freundete sie sich mit Jane Seymour an, einer Tochter des gestürzten Lordprotektors Edward Seymour, 1. Duke of Somerset, die nach ihrer Tante Königin Jane Seymour benannt worden war. Sie wurde Catherine Greys beste Freundin. Im Sommer 1558, als Jane schwer krank wurde, begleitete die nun achtzehnjährige Catherine sie nach Hause nach Hanworth in Middlesex. Hier lernte Catherine die große Liebe ihres Lebens kennen: Janes Bruder Edward Seymour, 1. Earl of Hertford. Im Verlauf des Sommers bat Seymour schließlich seine Schwester, „das Thema Heirat mit Lady Catherine anzuschneiden.“ Seine Mutter Anne Seymour, Duchess of Somerset unterstützte seine Pläne jedoch nicht und Catherines Rückkehr an den Hof beendete alle Spekulationen für den Moment.

### Verhältnis zu Elisabeth
Nach Marias Tod war Catherine Grey laut Heinrichs Testament Elisabeths Heir Presumptive, ihre Erbin, bis Elisabeth selbst Kinder bekommen würde. Allerdings hatten Elisabeth und Catherine kein gutes Verhältnis zueinander. Elisabeth empfand mögliche Nachfolger als Bedrohung, insbesondere aus den Reihen der Greys. Sie hatte nicht vergessen, dass der protestantische Adel sie und ihre Schwester Maria zugunsten von Jane Grey enterbt und zu Bastarden erklärt hatte. Zudem bevorzugte sie Maria Stuart als ihre Erbin, da Maria als Enkelin von Heinrichs älterer Schwester nach dem damaligen Gesetz einen größeren Anspruch hatte als die Enkelinnen von Heinrichs jüngerer Schwester. Laut Leanda de Lisle verkörperte Maria das traditionelle Prinzip der Erbfolge innerhalb einer Dynastie, während Catherine Greys Anspruch durch das Parlament befürwortet wurde. Catherines englische Staatsangehörigkeit gab ihr einen Vorteil vor Maria Stuart und ihre protestantische Erziehung machte sie im Gegensatz zur katholischen Margaret Douglas zur bevorzugten Thronfolgerin des Parlaments. Elisabeth hatte allerdings kein Interesse daran, das Parlament in die Thronfolge einzubeziehen und hielt an der althergebrachten Erbfolgeregel fest, obwohl sowohl ihr Vater als auch ihr Bruder diese per Parlamentsbeschluss ignoriert hatten.

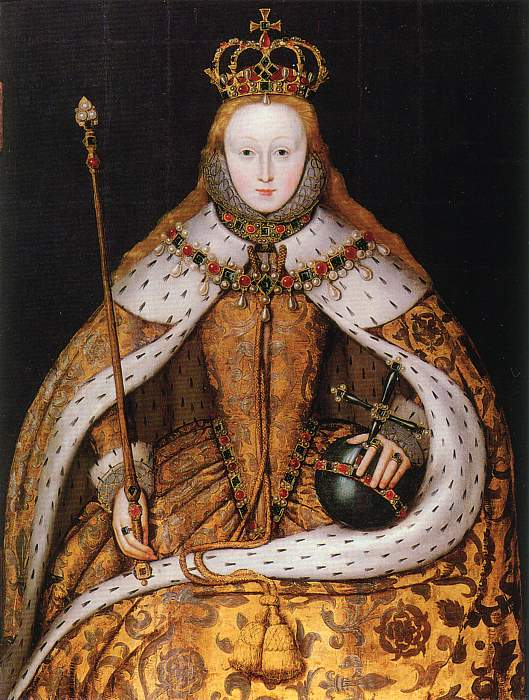
Königin Elisabeth I. bei ihrer Krönung

Catherine hatte erwartet, dass sie nach Elisabeths Thronbesteigung als offizielle Erbin ernannt und behandelt werden würde. Dennoch weigerte sich Elisabeth, einen Nachfolger zu benennen. Sie behielt Catherine am Hof, reduzierte ihren Rang unter den Hofdamen jedoch, so dass Catherine keinen uneingeschränkten Zugang zu den königlichen Privatgemächern mehr hatte. Der spanische Botschafter Feria berichtete, dass Catherine sich bei ihm beklagte, dass Königin Maria „sie stets freundlich behandelt hatte, doch nun erfahre sie nichts als Unhöflichkeit von Königin Elisabeth, die es nicht ertrug, sie als eine mögliche Nachfolgerin zu betrachten.“ Möglicherweise bestanden auch persönliche Spannungen zwischen den beiden, denn der englische Botschafter in Madrid schrieb 1559 über Catherine: „Sie sprach sehr hochnäsige und ungehörige Worte in Hörweite der Königin und im Beisein anderer.“
Da Frankreich sich Maria Stuart mit ihrem Anspruch auf den englischen Thron als Dauphine gesichert hatte, waren die Spanier an einer ähnlich wertvollen Schachfigur interessiert. Der englische Botschafter warnte William Cecil daher, dass Spanien Pläne hegte, Catherine aus England zu entführen und nach Spanien zu bringen. Dort sollte sie Philipp II. oder Don Carlos heiraten und somit ein spanisches Gegengewicht zu Maria Stuart darstellen. Catherine, die Hertford seit dem letzten Sommer nicht gesehen hatte, erhöhte Ferias Hoffnungen, indem sie ihm versprach, ohne seine Zustimmung nicht zu heiraten. Doch Feria wurde nach Spanien zurückgerufen und nach dem Tod des französischen Königs, Maria Stuarts Schwiegervater, waren die spanischen Sorgen um eine französische Invasion in England beruhigt. Stattdessen hielten sie den Kontakt zur katholischen Margaret Douglas aufrecht.

### Heimliche Heirat mit Edward Seymour
Im Sommer 1559, als Elisabeth ihre jährliche Reise durch ihr Königreich unternahm, traf Catherine auf der Reise Edward Seymour wieder. Da die junge Königin in dieser Zeit hauptsächlich mit ihrem Favoriten Robert Dudley, 1. Earl of Leicester beschäftigt war, hatten Catherine und Edward viel Zeit füreinander und ihre Gefühle vertieften sich. Im Herbst bat Seymour Catherines Mutter Frances Brandon um Erlaubnis, ihre Tochter heiraten zu dürfen, und Frances willigte ein. Durch Catherines Platz in der Thronfolge war ihre Ehe jedoch von großer Wichtigkeit für Elisabeth. Eine Heirat bedurfte der Genehmigung der Königin. Frances entwarf daher mit Hilfe ihres Ehemannes Adrian Stokes einen Brief an Elisabeth, um ihre Erlaubnis einzuholen. Stokes riet Seymour, sich beim Kronrat Unterstützung zu suchen. Doch bevor der Brief abgeschickt werden konnte, starb Frances und Seymour beschloss, die Sache vorläufig ruhen zu lassen.
Im Jahr 1560 begann Elisabeth Catherine freundlicher zu behandeln. Sie machte sie zu einer Lady der Privy Chamber und sprach sogar davon, Catherine zu adoptieren. In dem sich abzeichnenden Konflikt mit der jungen Maria Stuart um die Thronfolge war Catherine ein Gegengewicht. Gleichzeitig sprach William Cecil mit Edward Seymour und riet ihm, sich von Catherine fernzuhalten. Doch nach dem Erhalt eines enttäuschten Briefes von Catherine erklärte Seymour, „um solche Anschuldigungen in Zukunft zu vermeiden, war er bereit, wenn sie zustimmte, sie zu heiraten, sobald die Königin nach London ging, wenn es sich arrangieren ließe und er hoffte, sie würde nun keine Zweifel mehr hegen.“.

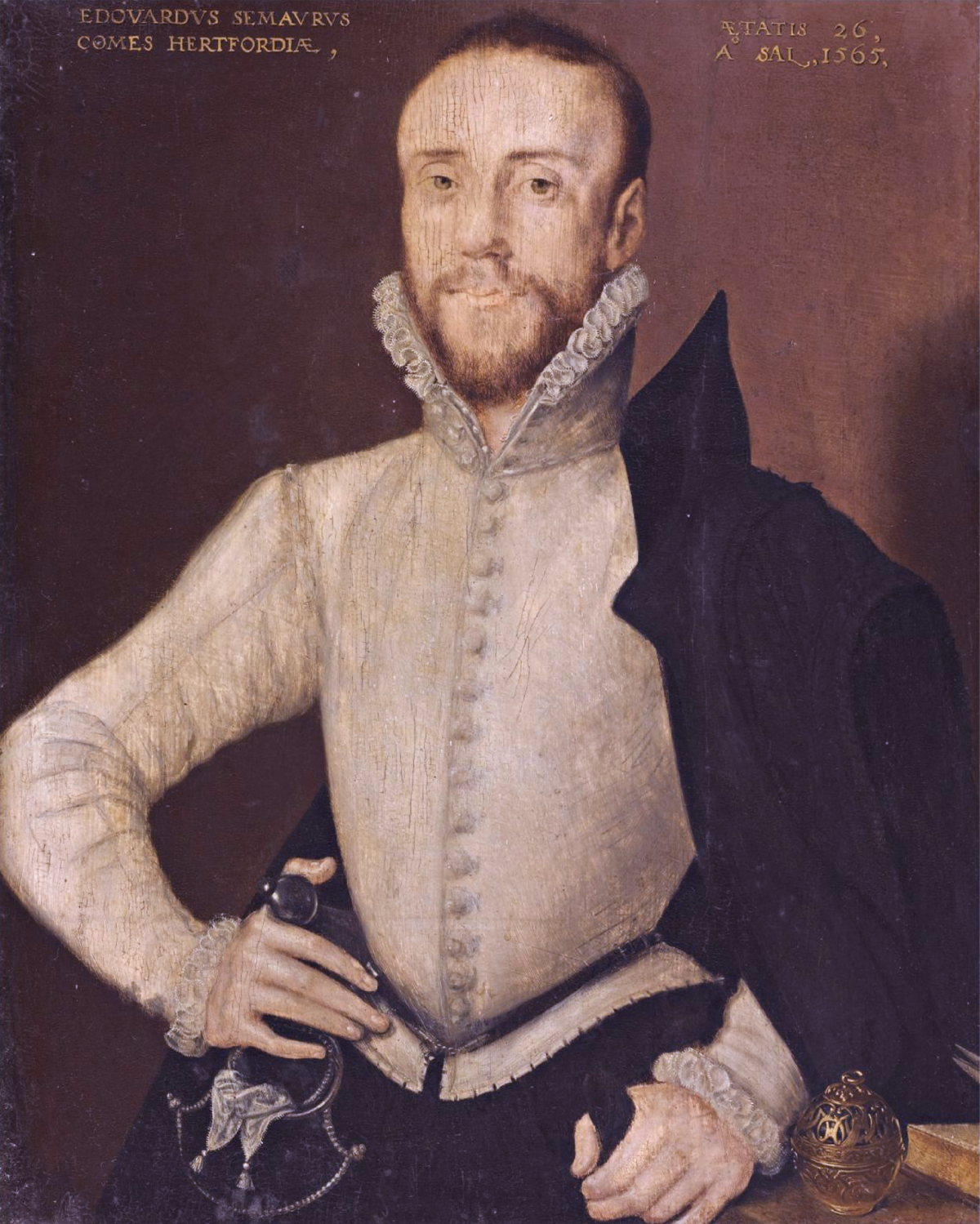
Edward Seymour, zweiter Ehemann Catherine Greys

In Anwesenheit ihrer Freundin Jane Seymour heiratete Catherine zwischen Allerheiligen und Weihnachten 1560 Edward Seymour. Der Geistliche, der die beiden traute, war ihnen namentlich unbekannt, was sich später als großer Nachteil herausstellen sollte. Beide hielten ihre Eheschließung geheim, trafen sich aber regelmäßig im Palast der Königin, was sowohl Catherines Verwandte als auch William Cecil misstrauisch machte. Cecil wurde zudem durch Elisabeths Verliebtheit in Robert Dudley in Atem gehalten und befürchtete nach wie vor, die Königin könnte ihn heiraten und somit ihren Thron verlieren. Aus diesem Grund lag ihm Catherine als Elisabeths Erbin am Herzen und er überzeugte Seymour Anfang 1561, eine Reise auf den Kontinent zu unternehmen. Zu diesem Zeitpunkt war Catherine bereits schwanger. Gleichzeitig starb ihre Freundin und Schwägerin Jane Seymour im Alter von nur neunzehn Jahren, die einzige Zeugin der heimlichen Hochzeit.
Allein in England wurde Catherine von Elisabeth sehr kühl behandelt, ein mögliches Indiz, dass die Königin von der Affäre mit Seymour wusste. Briefe an ihren Ehemann erhielten keine Antwort und Catherine begann zu begreifen, dass sie keinen Beweis für ihre Heirat vorlegen konnte. Als offiziell unverheiratete Frau ein Kind zu bekommen war gleichbedeutend mit dem gesellschaftlichen Ruin. Im achten Monat der Schwangerschaft war sie verzweifelt genug, einen erneuten Heiratsversuch zu unternehmen. Ein möglicher Kandidat war ihr erster Ehemann Henry Herbert, 2. Earl of Pembroke, dessen Vater sie bereits auf eine Wiederverheiratung angesprochen hatte. Herbert erfuhr jedoch durch Klatsch von ihrer Schwangerschaft und zog sich empört und verletzt von ihr zurück mit der Drohung, sie vor aller Welt bloßzustellen.
In ihrer Verzweiflung wandte sich Catherine am 9. August an Robert Dudley. Nicht nur war er der Favorit der Königin, sondern auch ihr Schwager, da sein Bruder Guildford Catherines Schwester Jane geheiratet hatte. Sie suchte ihn nachts in seinen Gemächern auf, erzählte ihm ihre missliche Lage und flehte ihn an, die Königin milde zu stimmen. Doch als Elisabeth die Nachricht erhielt, kannte sie keine Gnade. Wutentbrannt ließ sie Catherine in den Tower of London sperren und befahl Seymour, sofort aus Europa zurückzukehren. Da er ebenfalls königliche Ahnen hatte, befürchtete Elisabeth eine Verschwörung und ließ nach Seymours Rückkehr auch ihn im Tower inhaftieren. William Cecil kommentierte ihre Verhaftung mit den düsteren Worten: „Gott ist sehr unzufrieden mit uns.“

### Im Tower
Catherine und Edward wurden nun diversen Verhören unterzogen. Beide hofften, dass ihre Ehe anerkannt wurde, damit ihr Kind nicht als Bastard zur Welt kam. Doch kristallisierte sich sehr schnell heraus, dass sie ihre Eheschließung nicht beweisen konnten. Die einzige Zeugin der Heirat war bereits verstorben und der Geistliche nicht mehr auffindbar. Zusätzlich hatte Catherine auch noch ein von Seymour aufgesetztes Testament zu ihren Gunsten als seine Witwe verloren. Am meisten beunruhigte Elisabeth die Tatsache, dass Catherine hochschwanger war und ihr Kind einen Anspruch auf den Thron hatte. Sie selbst wurde nach wie vor vom Parlament bedrängt zu heiraten und die Tudordynastie zu sichern. Durch Maria Stuarts Rückkehr nach Schottland war die Fortsetzung der protestantischen Dynastie zur akuten Notwendigkeit geworden. Es bestand eine reale Möglichkeit, dass die unzufriedenen Adligen sich um Catherine Grey scharten, um ihren Sohn auf den Thron zu setzen. Elisabeths Ausweg aus diesem Dilemma bestand darin, die Ehe zwischen Catherine Grey und Edward Seymour für ungültig und ihren Nachwuchs zum Bastard erklären zu lassen.

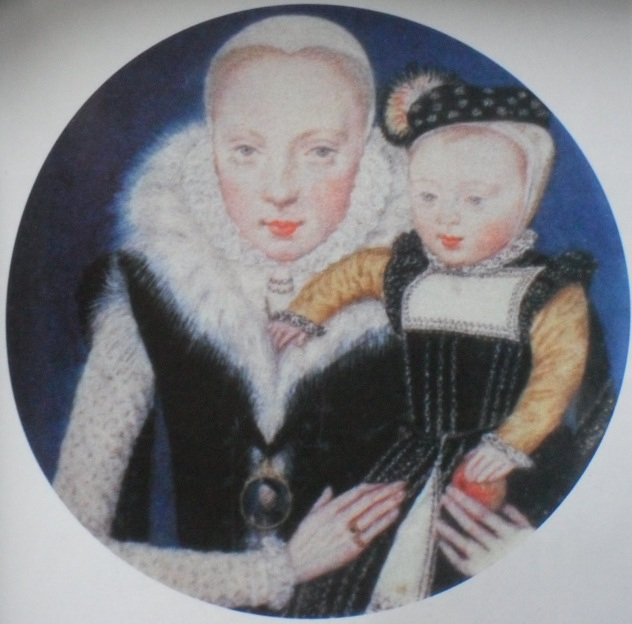
Catherine und ihr Sohn Edward, möglicherweise von Levina Teerlinc

Am 24. September 1561 kam Catherines erster Sohn Edward im Tower zur Welt. Als Bastard schied er offiziell aus der Thronfolge aus, obwohl im Adel Stimmen laut wurden, dass die Ehe rechtskräftig war. Der protestantische Adel befürchtete, dass Elisabeth letztendlich die katholische Maria Stuart als ihre Erbin benennen würde und Catherine Grey, protestantisch, verheiratet und mit einem gesunden Sohn, war eine attraktive Alternative. Aus diesem Grund befahl Elisabeth am 10. Februar 1562 eine erneute Untersuchung der „vorgetäuschten Ehe zwischen Lady Catherine Grey und dem Earl Hertford“, wobei ihre Aussage laut Historikern bereits darauf hinwies, wie das Urteil lauten sollte. Ohne Zeugen, ohne die nötigen Verkündigungen vor der Hochzeit und ohne den Priester war es ein Leichtes, die Ehe für ungültig erklären zu lassen. Seymour allerdings war entschlossen, gegen dieses Urteil ebenfalls rechtliche Schritte einzuleiten.
Edward und Catherine bewohnten im Tower offiziell getrennte Zellen, bestachen jedoch die Gefängniswärter und trafen sich zwei Nächte lang. In dieser Zeit wurde Catherine zum zweiten Mal schwanger. Am 10. Februar 1563 bekam sie im Tower einen zweiten Sohn namens Thomas Seymour. Elisabeth war außer sich, als sie von diesem zweiten Kind erfuhr. Im Gegensatz zu seinem Bruder Edward konnte man ihn nicht schlicht und einfach zum Bastard erklären. Bei Edwards Empfängnis und Geburt, hatten Elisabeths Räte argumentiert, gab es keine Zeugen für die Eheschließung seiner Eltern. Vor Thomas’ Empfängnis hingegen hatten seine Eltern vor dem Erzbischof von Canterbury und England ihre Ehe verkündet, was nach damaligem Recht bereits genügte, um als Mann und Frau zu gelten. Elisabeth ignorierte diese Tatsache allerdings und verurteilte Edward Seymour wegen „Verführung einer Jungfrau von königlichem Blut, Konspiration mit dem Aufseher und Verlassen seiner Zelle“ zu einer hohen Geldstrafe.

### Die letzten Jahre und Tod
Als im Sommer 1563 in London die Pest ausbrach, durfte die Familie den Tower verlassen, wurde aber voneinander getrennt. Seymour und sein ältester Sohn wurden zu seiner Mutter gesandt, während Catherine und ihr Baby zu ihrem Onkel John Grey gebracht wurden. Trotzdem durfte Catherine mit niemandem Kontakt haben, der nicht zu John Greys Haushalt gehörte, nicht einmal zu ihrer Schwester Mary Grey. Allerdings war es ihr gestattet, ihrem Freund Cecil zu schreiben und in ihren Briefen drückte sie ihre Dankbarkeit für seine Unterstützung aus. Die Trennung von ihrem geliebten Mann und ihrem ältesten Sohn stürzte Catherine allerdings in tiefe Depressionen. Ihr alarmierter Onkel schrieb Cecil nur einen Monat nach ihrer Ankunft, dass sie kaum aß und oft in Tränen ausbrach.
Cecil versuchte Catherines Bitten um Begnadigung zu unterstützen, doch Elisabeth ließ sich nicht erweichen. Am 13. Dezember schrieb Catherine verzweifelt: „Gott allein weiß, was die lange Sehnsucht nach dem Wohlwollen der Königin in meinem erbärmlichen, unglücklichen Körper hervorgerufen hat. Ehe ich weiter in dieser ständigen Qual lebe, wünschte ich mir von Gott ein baldiges Grab.“ Ihr Zustand und Elisabeths anhaltender Groll ließen John Grey wütend wünschen, er wäre der Beichtvater der Königin und könnte sie zur Verzeihung bewegen. Für diese Loyalität zu seiner Nichte fand er sich wenig später im Tower wieder, wo er 1564 starb. Catherine Grey und ihr Baby wurden nun nach Ingatestone gebracht. Dort wurde sie auf Befehl der Königin endgültig von allen Freunden und Bekannten isoliert. Im Jahr 1567, nach dem Tod ihres Aufsehers, wurde Catherine nach Cockgate Hall in Suffolk gebracht und unter die Aufsicht von Sir Owen Hopton gestellt. Bei ihrer Ankunft war sie bereits so schwach und krank als Folge ihrer Depressionen, dass Hopton einen Arzt kommen ließ.
Am Abend des 26. Januar 1568 teilte Catherine ihren Pflegern mit, dass sie im Sterben lag. Sie bat über die Hoptons Elisabeth darum, „gut zu meinen Kindern zu sein und ihnen nicht meine Schuld anzulasten“, sowie „freundlich zu meinem Herrn zu sein, da ich weiß, dass die Nachricht von meinem Tod ihn schwer treffen wird“ Zudem bat sie Hopton, Edward Seymour drei Ringe zu überbringen: ihren Verlobungsring, ihren Ehering und einen Ring mit einem Totenkopf, auf dem eingraviert war „Dein, solange ich lebte“. Sie starb in den frühen Morgenstunden im Alter von nur siebenundzwanzig Jahren. Historiker vermuten, dass sie während ihrer Depressionen zu wenig aß und sich somit zu Tode hungerte.

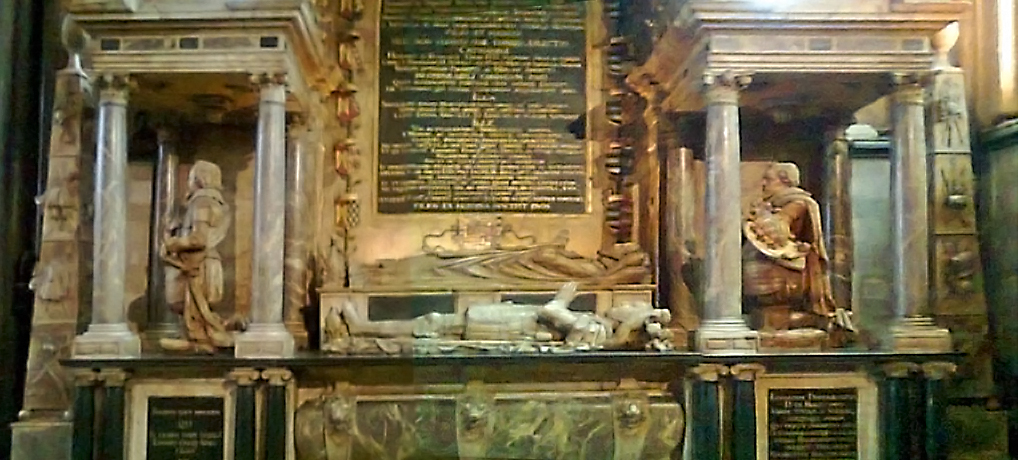
Catherine Greys Grabstätte in der Kathedrale von Salisbury. Als Zeichen ihres königlichen Blutes liegt ihre Statue etwas höher als die ihres Mannes.

Am 21. Februar wurde sie in Yoxfold mit allen Ehren, die einer Prinzessin zustanden, beerdigt. Ihr Enkel William Seymour, 2. Duke of Somerset ließ nach dem Tod ihres Ehemannes Edward Seymour im Jahr 1621 Catherines Sarg in die Kathedrale von Salisbury überführen und sie neben Seymour beisetzen. Auf der prächtigen Gruft, die heute noch besichtigt werden kann, befindet sich die Inschrift:
| Unvergleichliche Ehegatten Die, erfahren in der Unbeständigkeit des wechselnden Glücks, Endlich in der Eintracht, die ihr Leben auszeichnete, Hier zusammen ruhen. |

## Nachkommen
Catherines Ehe mit Edward Seymour brachte zwei Söhne hervor:
- Edward Seymour, Lord Beauchamp (* 21. September 1561; † Juli 1612); ⚭ Honora Rogers, Kinder Edward, William, Francis und Honora

- Lord Thomas Seymour (* 10. Februar 1563; † 1600)

## Bedeutung in der Geschichte
Obwohl Catherine Grey heutzutage durch Elisabeths Rivalität mit Maria Stuart nahezu in Vergessenheit geraten ist, war sie zu Lebzeiten die große Hoffnung des englischen Adels auf eine protestantische Thronfolge. Zu ihren Befürwortern gehörten neben William Cecil auch prominente Adlige wie Thomas Howard, 4. Duke of Norfolk und Henry FitzAlan, 19. Earl of Arundel. Norfolk und Arundel hatten sich wiederholt getroffen, um zu diskutieren, wie Catherine zu ihrem Recht verholfen werden konnte. Als Elisabeth davon erfuhr, brach sie vor Wut in Tränen aus und befahl Arundel zu sich. Dieser zeigte sich allerdings unbeeindruckt von ihrem Zorn und erklärte grimmig, wenn sie vorhätte, das Königreich durch ihre Leidenschaften zu regieren, würde er sie mit Hilfe des Adels daran hindern. Die offensichtliche Bevorzugung eines englischgeborenen Thronfolgers vor Maria Stuart sorgten dafür, dass Elisabeth ihrer Cousine Lady Margaret Douglas und deren Sohn Henry Stuart, Lord Darnley größere Gunst zu zeigen begann.
Zu Catherines Lebzeiten schrieb der Parlamentsabgeordnete John Hales ein Traktat A Declaration of the Succession of the Crowne Imperiall of Inglande, in dem er sich für Catherine Greys Thronansprüche einsetzte. Er war mit Cecil befreundet und teilte dessen Sympathien für Catherine. Gleichzeitig war er bekannt für seine Ansichten, dass die Monarchie ihre Autorität mit dem Parlament teilen sollte. Er recherchierte zunächst die legitime Abstammung der Greyschwestern, die aufgrund der ehelichen Kapriolen ihres Großvaters Charles Brandon, 1. Duke of Suffolk mitunter bezweifelt wurde. Heinrichs Testament, zu dem Hales Zugang hatte, unterstützte Catherines Anspruch als Thronerbin. Auch argumentierte Hales, dass seit Eduard III. ein Gesetz galt, dass alle Personen, die außerhalb von England geboren wurden, von der Thronfolge ausgeschlossen waren, somit also auch Maria Stuart. Um Catherines Söhne zu legitimieren, holte Hales sich die Meinungen von Rechtsgelehrten aus dem Ausland ein: wann war eine Ehe zwischen zwei Erwachsenen rechtskräftig? Die Antwort der Gelehrten war klar und eindeutig. Eine Ehe beruhte auf der Zustimmung zweier Menschen und wurde sexuell vollzogen. Damit waren Catherine Grey und Edward Seymour verheiratet und ihre Söhne legitim. Wütend über seine Anmaßung, in die Thronfolge eingreifen zu wollen, ließ Elisabeth ihn vorübergehend inhaftieren. Durch Hales wurde Catherine Grey zum Symbol einer Thronfolge, die vom Parlament unterstützt wurde und die im krassen Gegensatz zur traditionellen Thronfolge stand.
Auch für Elisabeths Nachfolger Jakob I. stellten die Nachkommen Catherine Greys eine Bedrohung dar. Jakob war sich bewusst, dass laut der Thronfolgeregelung Heinrich VIII., die vom Parlament unterstützt worden war, Catherines Nachkommen die rechtmäßigen Thronerben waren. Im Jahr 1608 gelang es dem betagten Edward Seymour endlich den Geistlichen ausfindig zu machen, der ihn und Catherine seinerzeit verheiratet hatte. In einer Petition bat er König Jakob darum, die Legitimität seiner Söhne wiederherzustellen, damit diese rechtmäßig sein Erbe antreten konnten. Jakob gestand ihnen zwar das Recht zu, den Titel ihres Vaters zu erben, weigerte sich jedoch sie zu legitimieren, da er wie Elisabeth stets Rivalen für seinen Thron fürchtete. Umso wütender reagierte er, als Catherines Enkel William Seymour, 2. Duke of Somerset Arbella Stuart heiratete, eine Enkelin von Margaret Douglas. Auf diese Weise hätten sich die Linien von Margaret Tudor und Mary Tudor verbunden und eine Alternative zu dem recht unpopulären König dargestellt. Seymour gelang die Flucht, Arbella hingegen starb im Tower.

## Catherine Grey in der Literatur
Der englische Dichter Thomas Fuller widmete Catherine Grey das Gedicht Lady Tearful. Sie taucht außerdem in Pauline Francis’ Roman Rabenlady auf, der das Leben ihrer Schwester Jane Grey behandelt.